# Velez Blanco
Velez Blanco är en kommun i Spanien.   Den ligger i provinsen Provincia de Almería och regionen Andalusien, i den sydöstra delen av landet, 300 km söder om huvudstaden Madrid. Antalet invånare är 2 238.